# Обелиск Победы в Нарьян-Маре
Обели́ск Побе́ды — памятник в Нарьян-Маре в честь павших в годы Великой Отечественной войны жителей Ненецкого округа. Находится на улице Победы, рядом со зданием главпочтамта.
Обелиск Победы (по форме не являясь обелиском) представляет собой асимметричную, расширяющуюся кверху стелу правый угол которой вытянут вверх. Высота стелы — 4,4 м. На стеле находится надпись «1941—1945», над которой установлена модель ордена Отечественной войны 1-й степени размерами 40×45 см. Перед стелой расположен постамент, на котором находится звезда с Вечным огнём.

## История
Обелиск Победы был открыт в Нарьян-Маре 9 мая 1965 года. Инициаторами строительства были руководитель совета ветеранов войны П. А. Березин и военком Ненецкого округа А. М. Плюснин. Автором памятника стал инженер-строитель Олег Иванович Токмаков. Нарьян-Марский горсовет определил место расположения памятника — рядом со зданием окружного узла связи на улице Северной, которая 9 мая 1965 года была переименована в улицу Победы.
В 1965 году памятник представлял собой расширяющуюся кверху асимметричную бетонную стелу из серого бетона. Верхняя грань стелы была параллельна основанию. Главные элементы в композиции памятника — высеченная в бетоне рука, держащая факел — символ вечного огня под датами «1941-1945». Рука с факелом были окрашены в белый цвет, даты — в чёрный. Стела была установлена на бетонном постаменте, в лицевой стороне которого под небольшим углом сделано прямоугольное углубление для металлической капсулы с именами 3000 погибших на фронтах войны жителей Ненецкого национального округа. Капсула была закрыта временной бетонной мемориальной плитой, на которой были выгравированы слова «Воинам землякам, павшим в боях за Родину в Великой Отечественной войне, от вечно благодарных граждан Ненецкого округа». Надпись была выполнена художником городского Дома культуры Анатолием Ивановичем Юшко.
После официального открытия памятника начались его доработки. Бетонную плиту над капсулой в 1967 году заменили постоянной гранитной плитой, а надпись на ней была выгравирована золотыми буквами. Постоянная плита была изготовлена в Ленинграде и через Архангельск доставлена в Нарьян-Мар. На памятнике также появились новые элементы — модель ордена Отечественной войны и объёмные цифры «1941-1945». Орден и цифры были сделаны А. И. Юшко из фанеры. Появился ещё один элемент памятника — столбы декоративного ограждения, соединённые цепью.
В 1969 году памятник по боковым граням был окантован чёрной краской, также чёрной краской были обведены рука и факел.
В 1979 году Обелиск Победы был вновь обновлён: перед лицевой стороной памятника на бетонном основании в виде круга, лежащего на земле, была установлена чугунная звезда с отверстием для Вечного огня. В июне 1979 года к памятнику был подведён газопровод, и 14 июля 1979 года был торжественно зажжён Вечный огонь памяти. По трагическому совпадению на следующий день после зажжения Вечного огня, 15 июля 1979 года (в день накануне 50-летнего юбилея Ненецкого автономного округа) в Нарьян-Маре произошел самый страшный пожар за всю историю города — сгорел микрорайон из деревянных домов на улицах Портовая и Хатанзейского.
В 1981 году звезда для Вечного огня была установлена на мраморный постамент, взамен прежнего бетонного основания. Рука с факелом полностью была покрашена в чёрный цвет, а контур пламени выделен красным цветом.
В 1982 году памятник подвергся реконструкции, изменилась форма стелы, правый угол памятника стал вытянутым вверх. К 9 мая был изготовлен новый бетонный постамент для Вечного огня, перед памятником сделана бетонная дорожка. Рука с факелом была демонтирована. На обновлённой стеле появились новые орден Отечественной войны и цифры «1941-1945», изготовленные А. И. Юшко из пенопласта и фанеры. Цифры и углы памятника были окантованы белым цветом. Обелиск Победы стал мемориальным комплексом. За памятником с 1980 года располагалась аллея Славы. Справа от памятника были размещены фанерные щиты с рисунками, изображающими события Великой Отечественной войны, и надписью «Никто не забыт, ничто не забыто».
В 1985 году на постаменте перед стелой на широком постаменте была установлена чугунная решётка со звездой, изготовленная в городе Жданов. Площадка возле памятника в 1990-е годы была выложена из бетонных плиток, а в 2001 году — из брусчатки. Она ограничена с двух сторон прямоугольными клумбами.
В 2005 году, памятник был реставрирован: подкрашен, заменены цифры и орден, которые были изготовлены художником Дома культуры Филиппом Игнатьевичем Кычиным.
В 2007 году по инициативе Ненецкого окружного отделения партии «Единая Россия» на реставрацию памятника было собрано более 700 тысяч рублей добровольных пожертвований от организаций и частных лиц.
В реставрации принял участие художник из Смоленска Игорь Чумаков. Подрядчик — строительная фирма «Версо М». На реставрацию ушло два месяца, и памятник в новом дизайне был торжественно открыт 4 ноября 2007 года. Стела, подножие памятника и основание для Вечного огня были облицованы мраморной тёмно-бордовой с серыми вкраплениями плиткой. На стеле установлены цифры «1941-1945», покрытые позолотой, а над ними — модель ордена Отечественной войны, изготовленная из пластика Ф. И. Кычиным. Старые детали памятника переданы в Ненецкий краеведческий музей.
В 2014 году произведена очередная реставрация памятника, заменено покрытие подиума Вечного огня и расширена площадка перед памятником. Клумбы, ранее установленные параллельно друг другу, стали расходиться от памятника двумя лучами.
В 2022 году неподалёку от памятника был установлен мемориал - Стена Памяти, а площадь возле памятника была вновь реконструирована, были демонтированы стационарные бетонные клумбы.